# Itoman
Itoman (japanisch 糸満市, -shi) ist eine Stadt im Süden der Insel Okinawa Hontō in der Präfektur Okinawa, Japan. Itoman liegt 12 km südlich von Naha, dem Verwaltungssitz Okinawas.

## Übersicht
Itoman ist dafür bekannt, dass in früheren Zeiten wagemutige Fischer mit ihren Booten bis zum Indischen Ozean vordrangen. Fischfang ist immer noch der Haupterwerbszweig. Der südliche Teil von Itoman wurde gegen Ende des Pazifikkriegs zum Schlachtfeld. Das Gebiet, nun „Okinawa Old Battlefield Quasi National Park“ (沖縄戦跡国定公園, Okinawa senseki kokutei kōen), besitzt eine Reihe von Denkmälern für die Toten.

## Weblinks

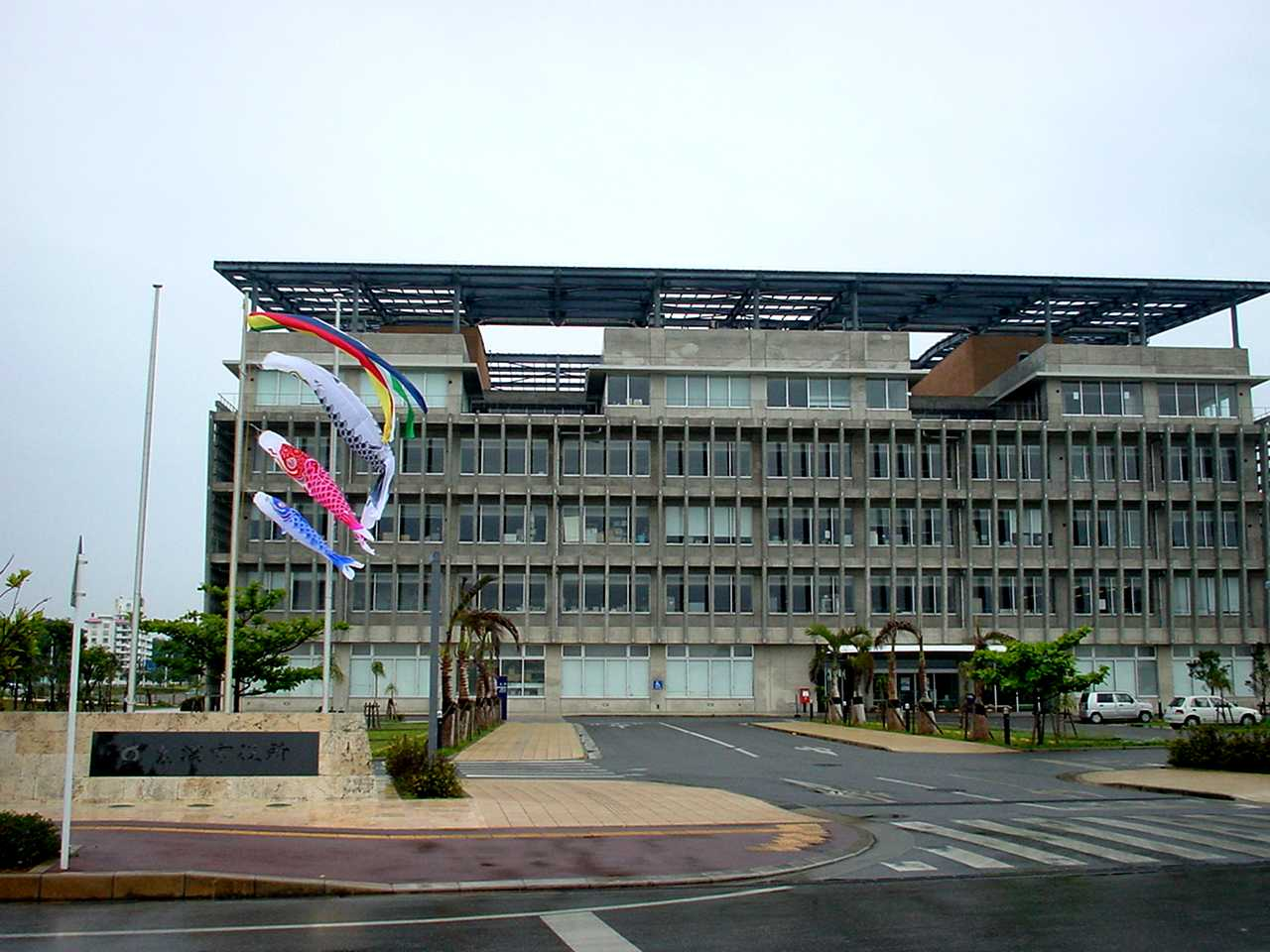
Rathaus von Itoman

## Verkehr
- Straße
  - Nationalstraße 331, 507

## Angrenzende Städte und Gemeinden
- Tomigusuku
- Yaese

## Persönlichkeiten
- Shūhei Tokumoto (* 1995), Fußballspieler
- Kiichi Tomori (* 1991), Fußballspieler